# Nyctemera latera
Nyctemera latera là một loài bướm đêm thuộc phân họ Arctiinae, họ Erebidae.